# Caenis rivulorum
Caenis rivulorum is een haft uit de familie Caenidae. De wetenschappelijke naam van de soort is voor het eerst geldig gepubliceerd in 1884 door Eaton.
De soort komt voor in het Palearctisch gebied.